# Sphedanolestes sanguineus
Sphedanolestes sanguineus ist eine Wanzenart aus der Familie der Raubwanzen (Reduviidae).

## Verbreitung und Lebensräume
Das Verbreitungsgebiet der Wanzenart liegt im Mittelmeerraum und reicht von der Iberischen Halbinsel über Südfrankreich, Italien (einschließlich Sizilien und Sardinien) bis nach Kleinasien. Die Wanzen sind überwiegend in der Krautschicht anzutreffen. 

## Merkmale
Die Wanzen der Art Sphedanolestes sanguineus erreichen Körperlängen von 10 bis 12 Millimetern. Sie sind groß und kräftig gebaut und fast vollständig schwarz gefärbt. Das Connexivum (auf der Seite sichtbarer Teil des Abdomens) ist schwarz mit roten Flecken. Sphedanolestes sanguineus verfügt über kräftige Femora (Schenkel). Die äußeren Fühlerglieder sind rötlich gefärbt.

## Lebensweise
Die Tiere ernähren sich ausschließlich räuberisch von verschiedenen Insekten. 